# Население Краснодара
Население Краснодара по итогам переписи населения по состоянию на 1 октября 2021 года составило 1 099 344 жителя, в городском округе (с подчинёнными сельскими населёнными пунктами) — 1 204 878 жителей. По оценке Росстата население города оценивается в 1 154 885 (2025) человек, а городского округа (с подчинёнными сельскими населёнными пунктами) — в 1 262 725 (2025) человек.
Краснодар — один из самых быстрорастущих городов России, с 2003 года его население увеличилось почти в два раза.

## Динамика
| 1856     | 1897     | 1913     | 1914     | 1923     | 1926     | 1931       | 1937       | 1939       | 1956       | 1959     | 1962     |
| -------- | -------- | -------- | -------- | -------- | -------- | ---------- | ---------- | ---------- | ---------- | -------- | -------- |
| 8900     | ↗65 606  | ↗102 000 | ↗102 200 | ↗144 327 | ↗158 460 | ↗170 059   | ↘168 135   | ↗203 806   | ↗271 000   | ↗313 110 | ↗354 000 |
| 1967     | 1970     | 1973     | 1975     | 1976     | 1979     | 1982       | 1985       | 1986       | 1987       | 1989     | 1990     |
| ↗407 000 | ↗464 147 | ↗505 000 | ↗535 000 | →535 000 | ↗560 438 | ↗588 000   | ↗602 000   | ↗603 000   | ↗623 000   | ↘620 516 | ↗626 000 |
| 1991     | 1992     | 1993     | 1994     | 1995     | 1996     | 1997       | 1998       | 1999       | 2000       | 2001     | 2002     |
| ↗631 000 | ↗635 000 | ↗636 000 | ↗638 000 | ↗645 000 | ↗647 000 | ↗650 000   | ↘647 400   | ↘643 400   | ↘639 000   | ↘634 700 | ↗646 175 |
| 2003     | 2004     | 2005     | 2006     | 2007     | 2008     | 2009       | 2010       | 2011       | 2012       | 2013     | 2014     |
| ↗646 200 | ↗719 400 | ↘715 400 | ↘710 400 | ↘709 000 | ↗709 800 | ↗710 686   | ↗744 995   | ↘744 900   | ↗763 899   | ↗784 048 | ↗805 680 |
| 2015     | 2016     | 2017     | 2018     | 2019     | 2020     | 2021       | 2023       | 2024       | 2025       |          |          |
| ↗829 677 | ↗853 848 | ↗881 476 | ↗899 541 | ↗918 145 | ↗932 629 | ↗1 099 344 | ↗1 121 291 | ↗1 138 654 | ↗1 154 885 |          |          |

Значительное увеличение численности населения в 2004 году связано с включением в состав города посёлков городского типа Пашковский (43 тыс. жителей) и Калинино (34 тыс. жителей).
На 1 января 2025 года по численности населения город находился на 10-м месте из 1124 городов Российской Федерации. Среди городов Южного федерального округа занимает первое место как по численности городского населения, так и по числу жителей в городском округе (с подчинёнными сельскими населёнными пунктами).
Краснодар — город России, население которого постоянно росло, даже несмотря на экономические кризисы 1990-х годов в других регионах России. Определяющим фактором роста населения города после распада СССР, властями и специалистами называется не только приток экономических мигрантов со всего Северного Кавказа и стран Закавказья, но и приобретение жилья обеспеченными гражданами из районов Крайнего Севера и других регионов.
В 2000—2020 годах в Краснодаре отмечалось увеличение рождаемости, снижение смертности и увеличение продолжительности жизни. В 2009 году, впервые за несколько последних лет, был отмечен естественный прирост населения — 330 человек (число родившихся в 2009 году составило 9765 человек, умерших — 9435 человек).
В 2021 году впервые с 2009 года была зафиксирована естественная убыль населения, связанная со снижением родившихся на 0,7 % и увеличением смертности почти на 28 % к уровню 2020 года.

## Национальный состав
Указаны народы с численностью более 1 тыс. чел.
| Народ              | Численность, чел. | Доля от всего населения, % |
| ------------------ | ----------------- | -------------------------- |
| русские            | 82 818            | 51,17 %                    |
| украинцы           | 48 511            | 29,97 %                    |
| армяне             | 12 463            | 7,70 %                     |
| белорусы           | 2 948             | 1,82 %                     |
| евреи              | 1 746             | 1,08 %                     |
| поляки             | 1 316             | 0,81 %                     |
| немцы              | 1 105             | 0,68 %                     |
| греки              | 1 007             | 0,62 %                     |
| другие             | 9 929             | 6,14 %                     |
| Всего              | 161 843           | 100,0 %                    |
| в том числе казаки | 11 544            |                            |

| Народ                          | Численность, чел. | Доля от указавших национальность % |
| ------------------------------ | ----------------- | ---------------------------------- |
| русские                        | 654 701           | 90,70 %                            |
| армяне                         | 26 970            | 3,74 %                             |
| украинцы                       | 10 582            | 1,47 %                             |
| адыгейцы                       | 6309              | 0,87 %                             |
| белорусы                       | 2098              | 0,29 %                             |
| татары                         | 2007              | 0,28 %                             |
| греки                          | 1509              | 0,21 %                             |
| грузины                        | 1489              | 0,21 %                             |
| азербайджанцы                  | 1417              | 0,20 %                             |
| другие                         | 14 753            | 2,04 %                             |
| Всего указавшие национальность | 721 835           | 100,00 %                           |
| не указавшие национальность    | 23 160            |                                    |
| Всего переписано               | 744 995           |                                    |

По итогам переписи населения 2020 года проживали следующие национальности (национальности менее 0,1 % и другое см. в сноске к строке «Другие»):
| Национальность | Численность, чел. | Доля     |
| -------------- | ----------------- | -------- |
| Русские        | 954 454           | 86,82 %  |
| Армяне         | 20 652            | 1,88 %   |
| Украинцы       | 5590              | 0,51 %   |
| Адыгейцы       | 3850              | 0,35 %   |
| Татары         | 2540              | 0,23 %   |
| Азербайджанцы  | 1666              | 0,15 %   |
| Грузины        | 1342              | 0,12 %   |
| Таджики        | 1157              | 0,11 %   |
| Другие         | 108 093           | 9,83 %   |
| Итого          | 1 099 344         | 100,00 % |

### Языковой состав
Родной язык населения по данным переписи 1897 года:
| Язык                       | Численность, чел. | Доля     |
| -------------------------- | ----------------- | -------- |
| Русский («великорусский»)  | 34 684            | 52,87 %  |
| Украинский («малорусский») | 25 112            | 38,28 %  |
| Армянский                  | 1 834             | 2,80 %   |
| Польский                   | 674               | 1,03 %   |
| Греческий                  | 550               | 0,84 %   |
| Еврейский                  | 511               | 0,78 %   |
| Немецкий                   | 501               | 0,76 %   |
| Другие                     | 1 740             | 2,64 %   |
| Итого                      | 65 606            | 100,00 % |

## Статус города-миллионера

### 2000-е годы
Руководство города неоднократно заявляло о том, что население Краснодара уже превысило миллионную отметку. В 2007 году в городском округе Краснодар по данным Росстата проживало около 800 тыс. жителей, однако, по данным городской администрации в Краснодаре, было выдано 1,2 млн медицинских страховых полисов для граждан, фактически находящихся в городе и посещающих его.

### 2010-е годы
При проведении Всероссийской переписи населения 2010 года краснодарские власти заявили о желательности официального достижения численности населения в 1 млн. Ими проводилась PR-кампания под лозунгом «Краснодару нужен статус миллионника». Кроме того, как указано выше, согласно заявлениям властей, наличное население города оценивалось ими в 1,2 млн человек. И, хотя перепись населения не подтвердила статуса города-миллионера, городские власти в последующие годы вновь возвращались к этой теме.
В начале 2016 года мэр Краснодара высказал мнение о том, что «если взять данные полиции, медиков и пенсионного фонда, то в нашем городе сегодня проживает уже более 1 миллиона 250 тысяч человек». В 2017 году помощник мэра Краснодара на своей странице в Facebook опубликовал следующие сведения о численности граждан России, которые состоят на регистрационном учёте (как постоянно проживающие, так и по месту временного пребывания) со ссылкой на данные, полученные в УВД по городу:
- 2010 год — 744 777 человек;
- 2011 год — 872 756 человек;
- 2012 год — 911 085 человек;
- 2013 год — 1 009 219 человек;
- 2014 год — 951 198 человек;
- 2015 год — 1 093 167 человек;
- 2016 год — 1 227 669 человек;
- 2017 год — 1 318 142 человек[59].

По словам председателя городской думы Краснодара, на 31 декабря 2017 года на территории муниципального образования на регистрационном учёте состояло 1 млн 356 тысяч 828 человек, прирост за 2017 год составил почти 130 тыс. жителей.
22 сентября 2018 года мэр Краснодара Евгений Первышов в ходе празднования 225-летия города торжественно объявил о том, что население города превысило 1 миллион человек и город официально стал 16-м российским городом-миллионером. Документ о присвоении Краснодару статуса города-миллионера мэру вручила руководитель Федеральной службы государственной статистики по Краснодарскому краю и Республике Адыгея Татьяна Курнякова. Однако 6 месяцев спустя Росстат опубликовал данные на 1 января 2019 года, согласно которым численность населения Краснодара составляла 918 145 жителей, при этом в 2018 и 2017 годах темпы прироста населения города сохранялись на стабильном уровне 18 тыс. человек в год. На 1 января 2020 года численность населения Краснодара составила (по данным Росстата) 932 629 человек, годовой прирост сократился до величины 14,5 тыс. человек; на 1 января 2021 года население Краснодара составило 948 827 человек, годовой прирост составил 16,2 тыс. человек. Население городского округа (с подчинёнными сельскими населёнными пунктами) на 1 января 2021 года составляло 1 037 888 жителей.

### 2020-е годы
Косвенно отсутствие статуса города-миллионера и одновременно стремление обрести такой статус было подтверждено администрацией города, которая к началу переписи приурочила акцию «Сделаем Краснодар миллионером!». К моменту начала Всероссийской переписи 2021 года, по утверждению на тот момент исполняющего обязанности главы города Краснодара Андрея Алексеенко, по учётным карточкам полиции на территории городского округа Краснодар числилось 1,7 млн человек, тогда как по данным Росстата на момент начала переписи на территории городского округа числилось лишь 1,123 млн жителей. Приведённая оценка численности населения городского округа по данным Росстата означает, что за три квартала 2021 года численность населения городского округа должна была вырасти на 85 тыс. человек, то есть в темпе св. 28 тыс. чел. за квартал, тогда как за все предыдущие годы (2017—2020) темп прироста составлял около 4 тыс. чел. за квартал, то есть был в 7 раз ниже.
17 ноября 2021 года, вступая в должность главы Краснодара, Андрей Алексеенко заявил, что Краснодар «стал домом для 1 миллиона 700 тысяч человек… К этим цифрам приближаются итоги Всероссийской переписи населения». Глава Политической экспертной группы[уточнить]  — бывший заместитель мэра Волгограда Константин Калачёв отметил, что достижение по результатам переписи Краснодаром статуса третьего по величине города России (опередив по критерию численности населения своего исторического конкурента Ростов-на-Дону), закрепит за Краснодаром статус «Южной столицы России» и позволит поставить вопрос о переносе в Краснодар столицы Южного федерального округа.
Губернатор Краснодарского края Вениамин Кондратьев 1 декабря 2021 года заявил, что по предварительным данным Всероссийской переписи населения 2020/2021 годов в крае проживает 7,13 млн человек, из них в Краснодаре — 1,65 млн человек. Заместитель председателя Общественной палаты Краснодарского края Александр Полиди заявил, что к концу 2030 года население Краснодара будет предположительно составлять более 2,2 млн человек.
В конце марта 2022 года начальник УМВД по Краснодару полковник полиции Д. П. Остапенко на заседании городской думы заявил, что по данным регистрационного учёта в Краснодаре может быть около 1,8 млн жителей. При этом он отметил: «Я бы не хотел вводить в заблуждение депутатов об этом количестве, потому что эта цифра может быть неточной, так как жители Краснодара могут проводить регистрационные действия неоднократно, а мы учитываем каждое из них. Мы тоже, как и вы, ждем окончательных исходов всероссийской переписи населения и результатов, которые будут объявлены Росстатом».
30 мая 2022 года Росстат опубликовал некоторые предварительные итоги переписи населения; в отношении Краснодарского края опубликованная Росстатом численность населения края (5,838 млн человек) оказалась значительно ниже тех цифр, которые в декабре 2021 года называл губернатор края Вениамин Кондратьев в качестве предварительных итогов переписи (7,13 млн чел.). В отношении Краснодара в публикации Росстата заявлено, что в межпереписной период население Краснодара превысило 1 млн человек, что стало первым официальным подтверждением данных федеральными органами Росстата для Краснодара как города-миллионера. На сайте Росстата был приведён список городов-миллионеров России, составленный по предварительным итогам переписи, в котором Краснодар был помещён на шестую позицию и стоял между Казанью и Нижним Новгородом.
На официальном сайте Всероссийской переписи населения также была размещена инфографика, где также присутствует список городов-миллионеров, но уже с указанием численности населения каждого из этих городов. В этом перечне Краснодар размещён между Казанью (1,309 млн чел.) и Нижним Новгородом (1,226 млн чел.), то есть позиционирование соответствует шестому месту списка, однако в данном документе численность населения Краснодара указана в размере 1,107 млн жителей, что помещает город по этому показателю на 13 место.
Опубликованная Росстатом численность населения Краснодара на 543 тыс. жителей ниже того значения, которое в декабре 2021 года называл губернатор края — 1,65 млн человек. В региональной прессе цифра, объявленная Росстатом, «вызвала недоумение: почему так мало?», в связи с чем высказывалось мнение о несоответствии федеральной статистики действительности.
На прошедших в Краснодаре выборах в Государственную думу было зарегистрировано 904 208 избирателей, что отражает численность населения в возрасте 18 лет и старше. Кроме того, в городе 178 тыс. школьников, 64 тыс. детей в дошкольных учреждениях, 30 371 детей состоят в очереди на места в детских дошкольных учреждениях, а также неопределённое число не состоящих в этой очереди. Также в прессе высказывалось мнение о том, что «стоит учесть тех, кто проживает в городе, но зарегистрирован в других местах». При этом, по данным прессы, число жителей городского округа, которые имеют полис обязательного медицинского страхования, на 1 апреля 2022 года составляло 1 229 505 человек. Сообщалось, что в официальном письме регионального органа Росстата приводилась оценка (по данным текущего учёта) численности населения городского округа. Население Краснодара к моменту начала переписи составляло в размере около 1,2 млн чел., из которых 90 % были жителями непосредственно города Краснодара. Мэр города Андрей Алексеенко заявил, что по его мнению численность населения города составляет 1,65-1,7 миллиона человек, а данные Росстата «нужно оспорить», но при этом оспорить надо «корректно и правильно».

## Краснодарская агломерация
Краснодарская агломерация долгое время была одной из нескольких миллионных в России при городе, не являвшимся городом-миллионером. Численность населения агломерации приближается к полутора миллионам человек. Краснодарская агломерация является межрегиональной, включающей ряд территорий как Краснодарского края, так Республики Адыгеи.